# Chiesa dell'Intercessione della Santa Madre di Dio Regina del Santo Rosario
La Chiesa dell'Intercessione della Santa Madre di Dio Regina del Santo Rosario è una chiesa in stile russo-bizantino situata nel cuore della città di Tomsk in Russia. Dal 1978 è patrimonio culturale regionale del paese.

## Storia e descrizione
Consacrata il 7 ottobre 1833, la chiesa è la prima di rito cattolico ad essere costruita nella Siberia Occidentale. Poiché il culto della Madonna del Rosario non è molto diffuso tra i cristiani orientali, fino al 1917 nei documenti ecclesiastici essa fu menzionata come "Chiesa cattolica romana dell'intercessione della Santissima Theotókos", titolo che viene usato ancora oggi nonostante la chiesa sia stata restituita alla comunità nel 1990. Si assiste perciò all'unicità di avere un doppio nome, uno per uso "interno" e l'altro per le ricorrenze ufficiali. Un altro nome con cui la chiesa viene conosciuta è quello di "Chiesa polacca", dovuto alla forte presenza di polacchi e lituani in esilio nella città, i quali parteciparono alla rivolta di novembre del 1830-1831.
Nel periodo sovietico la chiesa fu chiusa e adibita a scuderia dell'NKVD, e fu riaperta il 6 ottobre 1991.
L'edificio è collocato su una collina, dove nel 1604 fu costruito il Cremlino di Tomsk, con una pianta a croce che termina nella zona dell'altare con una rotonda e nella parte opposta con un portico. Originariamente dallo stile molto semplice, la chiesa fu restaurata negli anni '80 del XIX secolo. Essa include una casa parrocchiale e una palestra. Il pulpito e l'altare in legno sono stati realizzati a mano da Vladimir Zacharov.